# Монітори типу «Амфітріта»
Монітори типу «Амфітріта» (англ. Amphitrite-class monitors) — чотири монітори ВМС США замовлені після інциденту з «Virginius» (конфлікт з Іспанією) в 1873. Чотири кораблі цього типу включали «Amphitrite», «Monadnock», «Terror» та «Miantonomoh». П'ятий корабель, який початково мав аналогічну конструкцію, «Пуритан», отримав пізніше посилене бронювання та був виділений у окремий тип.
«Пуритан» та монітори типу «Amphitrite»  будувалися надзвичайно довго як з причини зміни конструкції у процесі будівництва, так і через небажання Конгресу США виділяти кошти на їх завершення. Більшість моніторів увійшли до складу ВМС лише у середині 1890-тих— більш як через двадцять років після початку будівництва. Ці монітори взяли участь у бойових діях під час Іспано-американській війні.

## Інцидент з «Virginius»
1 жовтня 1873, торгове судно «Virginius» під американським прапором було затримано кораблями ВМС Іспанії за підозрою у постачанні повстанців на Кубі. За кілька днів 53 члени екіпажу та пасажири «Virginius» були страчені іспанцями. Серед страчених були громадяни США та британці, що призвело до серйозної дипломатичної кризи. У той час, як з'явилася загроза війни, іспанський броненосець, випадково саме тоді знаходився у гавані Нью-Йорку, привернув увагу до того факту, що флот США не мав жодного броньованого корабля, здатного вийти у море для захисту американських портів.

## Проект
Монітори типу «Amphitrite» за конструкцією мали водотоннажність 4050 тон, але на час випробувань «Miantonomoh» мав лише 3876 тонни. Вони мали довжину від носу до гвинта вздовж ватерлінії 79 метрів, а повну — 80 метрів, з бімсом  у 16,92 метра. Їх осадка складала 4,2 метра. Екіпаж моніторів складався з 19 офіцера і 164 матросів.
Монітори типу «Amphitrite» мали парові компаунд-машини (подвійного розширення), за виключенням «Monadnock», машини якого були потрійного розширення. Вони приводили у рух два лопатевих гвинти. Пару забезпечували по чотири парові котли. Двигуни забезпечували загальну потужність у 1600 індикативних кінських сил, що дозволяло  розвивати максимальну швидкість у 12 вузлів (22 км/год). Проте на випробуваннях «Miantonomoh» зміг розвинути потужність у 1425 індикативних кінських сил, що забезпечило швидкість у 10,5 вузлів (19,4 км/год).
Головний калібр моніторів — чотири 10 дюймові (250 міліметрові)гармати з довжиною ствола 31 калібр. На «Miantonomoh» встановили модифіковані гармати з довшим стволом — 35 калібрів. Допоміжне озброєння складалося з чотирьох 57 міліметрових гармат. Головний броньований поя	ZX8Zс мав товщину 7 дюймів (180 мм) у центрі, звужуючись до п'яти (130 мм) на носі та кормі. Башти мали 290 міліметрову броню, а палуба — 44 міліметри.

## Будівництво
За роки, що минули після Громадянської війни, Конгрес США дозволив флоту занепасти, оскільки основні зусилля спрямовувались на Реконструкцію та експансію на Захід.

### Хитрість Робесона
Міністр ВМС Джордж Робесон, не витрачаючи часу на інформування Конгресу про проблеми флоту, поспішно направив мільйон доларів на реконструкцію п'яти великих двобаштових моніторів часів Громадянської війни — «Пуритан», «Amphitrite», «Miantonomoh», «Monadnock» та «Terror». Втім кораблі були у край поганому стані, що Робесон вирішив їх продати на злам, а виручені гроші витратити на будівництво нових кораблів. Для «прикриття» цієї схеми останні отримали ті ж імена.
Оскільки власні корабельні флоту на той час не мали потужностей для будівництва броненосців, Робесон запропонував чотирьом приватним корабельням —Harlan & Hollingsworth, William Cramp & Sons, John Roach & Sons та Continental Iron Works контракти на «ремонт» «Amphitrite», «Terror», «Miantonomoh» та «Пуритан» відповідно. П'ятий контракт на «Monadnock», був укладений з нью-йоркським підприємцем Фінеасом Бургессом (Phineas Burgess). Continental Iron Works стали єдиною фірмою, яка відмовилась від пропозиції Робесона, і, як наслідок, John Roach & Sons підписала контракт на два кораблі, «Пуритан» та «Miantonomoh». Тим не менш, Continental Iron Works все ж брала участь у будівництві моніторів, поставляючи Бургессу деталі корабля. Умови всіх трьох контрактів були ідентичними. Фактично це був набір з трьох контрактів — на побудову корпусу, на встановлення броні, та на встановлення машин та котлів. третій контракт залишався непідписаним до моменту виконання перших двох.
Оскільки Робесон не забезпечив фонди на фінансування будівництва нових кораблів, він сподівався оплатити їх за рахунок фінансування, яке виділялося на ремонт та утримання кораблів. Проте внаслідок інциденту з «Virginius» флот був вимушений збільшити чисельність особового складу та провести низку походів для демонстрації прапору, що було пов'язано з додатковими витратами. За таких умов Робесон був вимушений покластися на «канібалізацію» багатьох старих кораблів часів Громадянської війни. Їх продаж суднобудівникам на метал мав замінити відсутні гроші. Корабельня Крампа отримала чотири старих монітори для утилізації, включаючи «Otsego». John Roach & Sons, які мали власний металургійний завод, і відповідно, могли самостійно переробляти металобрухт, отримали найбільше броненосців для утилізації — перші «Miantonomoh» та «Пуритан» на додачу до моніторів типу «Casco» — «Cohoes», «Casco», «Chimo», «Modoc», «Napa», «Nausett» та «Waxsaw». Ціна матеріалів з «Puritan» була встановлена у $43,000, у той час як матеріали з моніторів типу «Casco» оцінювались від $7,000 to $20,000 за корабель. фірма Роача також отримала кілька інших кораблів на переробку, включаючи паровий фрегат «Neshaminy» та шлюп «Severn» — у цілому 14 кораблів, включаючи монітори.
Попри ці заходи, Робсон досить швидко зіткнувся з дефіцитом коштів і 1876 був вимушений просити Конгрес про виділення 2 300 000 доларів для завершення п'яти нових моніторів. За кілька днів до того, як залишити посаду. він підписав третій контракт (про встановлення машин на кораблі) для всіх п'яти моніторів, сподіваючись, що наступна адміністрація їх дотримається. Він також новий контракт на 997 642 долари з фірмою Роача на встановлення додаткової броні на «Puritan».

### Скасування контрактів, 1877

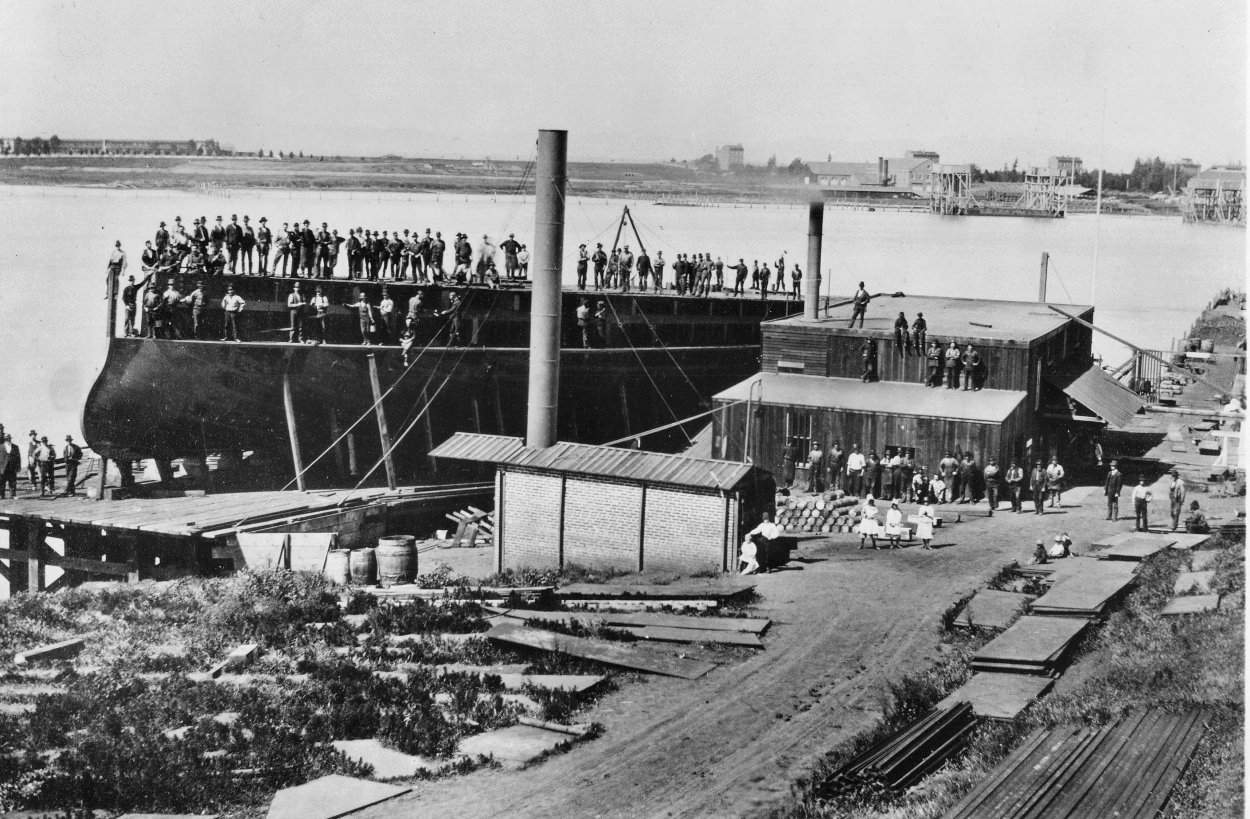
USS Monadnock перед її запуском на суднобудівному заводі Берджесса у Вальєхо, Каліфорнія, 19 вересня 1883 року. «Monadnock» — єдиний корабель, який був побудований цим підприємством.

Коли адміністрація Хейза прийшла до влади в 1877 році, вона призначила нового міністра ВМС, Річарда У. Томпсона, замість Робесона. Томпсон був вражений тим, що загальна заборгованість ВМС перевищує 7 мільйонів доларів, і він швидко скоротив витрати на 50 %. Розглядаючи контракти на монітори типу «Amphitrite», підписані Робесоном в останні дні його перебування на посаді, як незаконні, Томпсон ініціював незалежне розслідування. Спеціальна комісія підтвердила його думку, а контракти для всіх п'яти моніторів були скасовані.
Чотири верфі, що уклали контракти на будівництво моніторів, тепер були змушені за власні кошти утримувати ці кораблі в незавершеному стані на своїх стапелях, а борги цим фірмам залишилися несплаченими. Лише борги флоту перед фірмою Роуча перевищити 500 тисяч доларів ВМС, лише відсотки за ними становили 30 тисяч доларів на рік. Фірма навіть була навіть змушена урядом найняти сторожа, знову за власний рахунок, щоб охороняти незакінчені військові кораблі. На суднобудівний завод Phineas Burgess, створений у Вальєхо, штат Каліфорнія, побудований спеціально для спорудження «Monadnock», був введений зовнішній керуючий через банкрутство підприємця. Спадкоємці Берджесса подали до суду на уряд з вимогою компенсації, а в 1897 році отримали її у розмірі 129 311,45 доларів.

### Відновлення контрактів, 1880-ті роки
До того часу, коли розпочався строк адміністрації Гарфілда у 1881 році, стан військово-морського флоту ще більше погіршився. Огляд, проведений для нового міністра ВМС, Вільяма Ханта, виявив, що з 140 кораблів зі списків флоту, лише 52 придатні до експлуатації. У строю знаходилось лише 17 броненосців, з них 14 — старі кораблі епохи Громадянської війни. Хант визнав необхідність модернізації військово-морського флоту і створив неофіційну консультативну раду для вироблення рекомендацій.
Слідуючи рекомендаціям комісії. Конгрес у серпні 1882 неохоче схвалив добудову моніторів типу «Amphitrite» до стадії спуску на воду, включаючи встановлення машин. Також було засновано постійне Військово-морське дорадче бюро для розробки наступних рекомендацій. Нове Бюро підготувало рекомендації, які пропонували увести до складу флоту монітори типу «Amphitrite», включаючи оснащення «Puritan» додатковою бронею. поряд з побудовою кількох нових захищених крейсерів та кур'єрських човнів. Конгрес схвалив ці рекомендації 3 березня 1883.

### Затримки військових верфей, 1883—1896

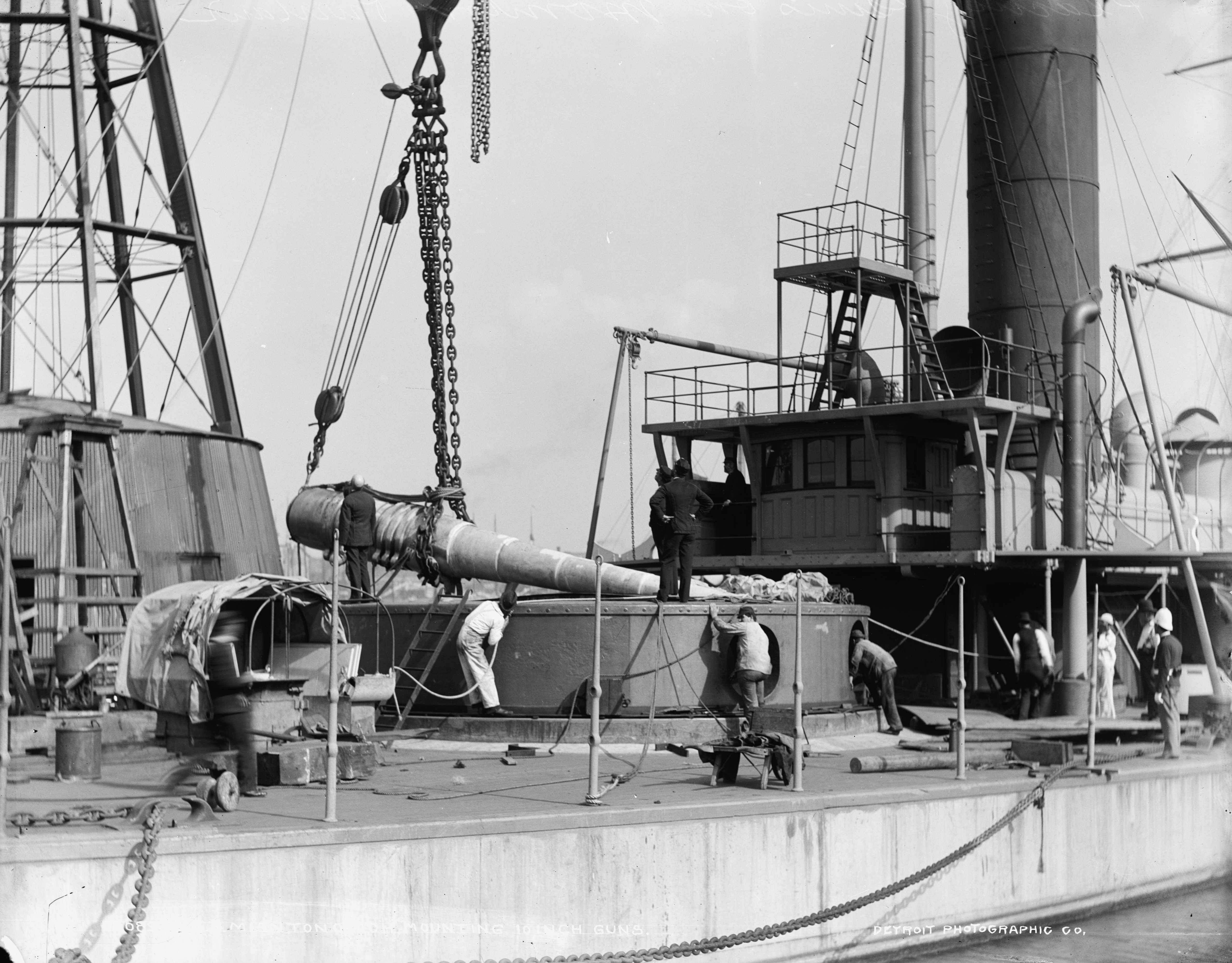
Встановлення основних гармат на башту USS Miantonomoh на Нью-Йоркській корабельні, близько 1890 р.

Після спуску моніторів на воду, Конгрес вирішив добудувати їх на власних корабельнях ВМС."Amphitrite" був переведений від корабельні Harlan & Hollingsworth до корабельні ВМС Норфолку Портсмуті (Вірджинія). «Monadnock» від заводу Burgess передали військовий корабельні на Мар-Айленді у окрузі Солано (Каліфорнія). «Terror» від William Cramp & Sons та «Miantonomoh» з «Puritan» від John Roach & Sons були переведені для добудови до Нью-Йоркської корабельні ВМС у Брукліні.
Після переводу на корабельні ВМС процес добудови кораблів знову уповільнився через неодноразові конструктивні зміни. Значна зміна їх конструкції відбулася 1886, коли було прийнято рішення про оснащення їх чотирма 250 міліметровими казнозарядними гарматами. Ще одна зміна конструкції відбулася 1889. Першим повністю завершеним і включеним до складу флоту монітором став «Miantonomoh» 27 жовтня 1891. Решта кораблів увійшла до складу флоту аж у 1895–96, більш як за два десятиліття після початку їхнього будівництва у 1874–75.

## Служба

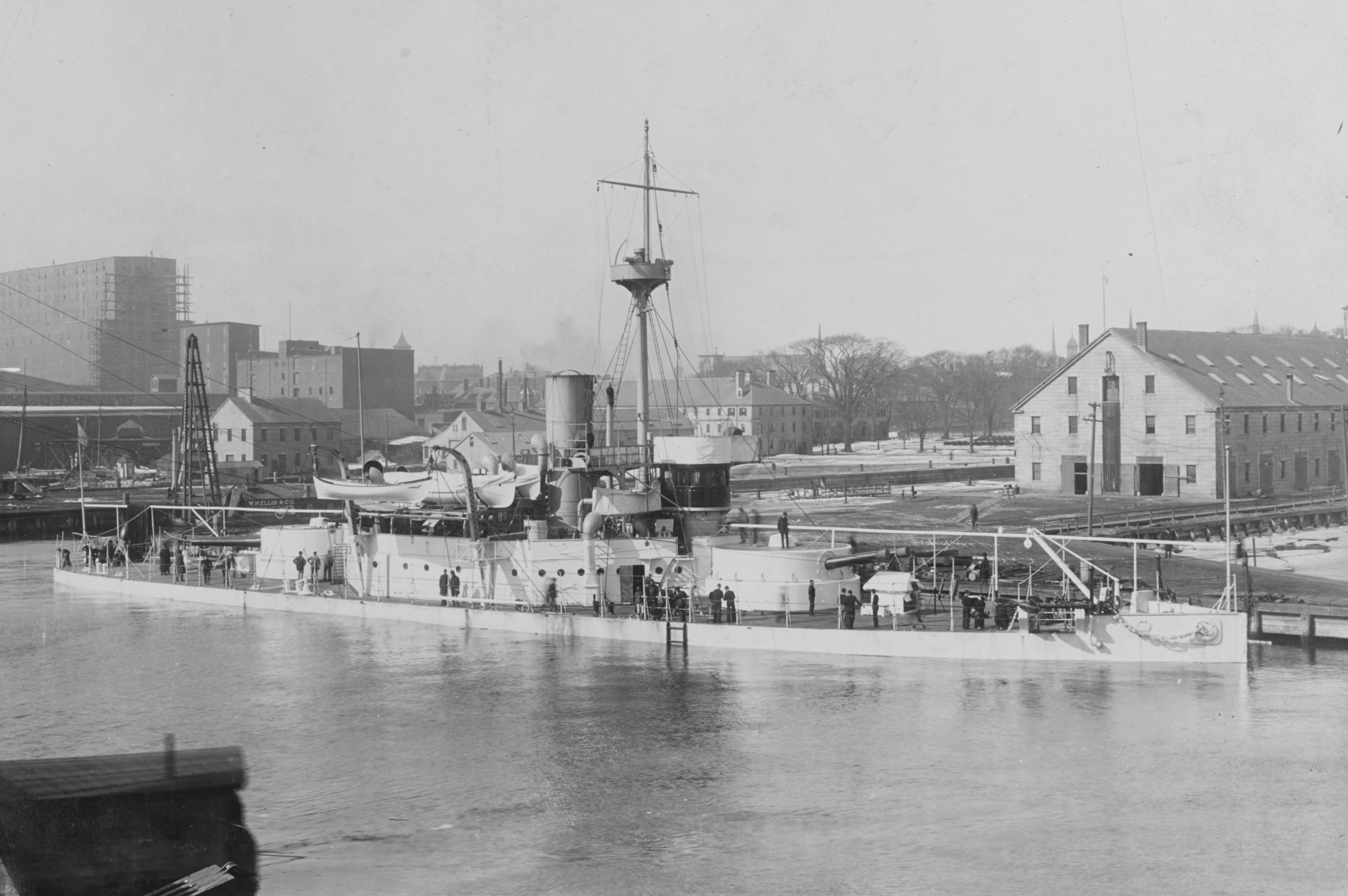
USS Amphitrite, перший корабель типу на корабельні ВМС у Бостоні, 1890-ті

До 1890-х років сама концепція класичного монітора була повністю застарілою, навіть якщо колись вона і вважалася оптимальною. Монітори мали низку очевидних недоліків, найбільш важливим з яких була погана придатність цього класу кораблів типу для служби у відкритому морі, насамперед через дуже низький надводний борт — інженерне рішення, яке початково призначалося для зменшення розміру цілі для вогню супротивника. Іншими проблемами, які зменшили придатність класу для далеких походів, були низькі швидкість. а також автономність через брак місця для палива. Додатковою проблемою моніторів була відсутність вентиляції, через що спека під палубою часто ставала нестерпною (у машинному відділенні одного з моніторів колись зафіксували температуру у 93° по Цельсію). Водночас перевагою моніторів була їх вища стабільність як артилерійських платформ, крім того, на них можна було встановити більші гармати, ніж на кораблях інших класів еквівалентного тоннажу.
Кораблі типу «Амфітрита» страждав від всіх звичайних дефектів моніторів (як і «Пуританин», який зрештою був віднесений до окремого типу через його додаткову броню). Їх обмежена бойова ефективність швидко стали очевидними під час Іспано-американської війни. Наприклад, під час одного рейду до Пуерто-Рико, USS Amphitrite довелося брати під буксир, оскільки монітору не вистачало запасів палива, щоб пройти маршрут на власному ходу. Через це швидкість всієї ескадри впала до семи вузлів. На місце призначення важкі гармати «Амфітріти»' виявилися досить ефективними проти берегових укріплень. Але спека всередині корабля було настільки підвищилась за дві з половиною години години бою, що екіпаж мусив залишити свої пости, а один з гармашів навіть помер від теплового удару.
«Monadnock» відзначився як один з лише двох моніторів ВМС США. які перетнули Тихий океан, коли корабель вирушив до Філіппін. Після завершення війни корабель залишався на Далекому сході до завершення кар'єри, його мала осадка дозволяла заходити у гирла великих рік Китаю. Інші монітори типу «Amphitrites» були виведені з бойового складу флоту та стали навчальними кораблями. USS Amphitrite на короткий час залучався для охорони узбережжя США під час Першої світової війниІ, і став останнім кораблем однойменного типу на службі. Його виключили зі складу флоту 31 травня 1919.